# Арчер (округ, Техас)
Шаблон:StateAbbr_ 33°37′ пн. ш. 98°41′ зх. д. / 33.61° пн. ш. 98.69° зх. д.
О́круг А́рчер (англ. Archer County) — округ (графство) у штаті Техас, США. Ідентифікатор округу 48009.

## Історія
Округ утворений 1858 року.

## Демографія
За даними перепису 2000 року загальне населення округу становило 8854 осіб, зокрема міського населення було 986, а сільського — 7868. Серед мешканців округу чоловіків було 4431, а жінок — 4423. В окрузі було 3345 домогосподарств, 2517 родин, які мешкали в 3871 будинках. Середній розмір родини становив 3,08.
Віковий розподіл населення поданий у таблиці:
| Стать    | До 15 років | 15-21 | 22-29 | 30-39 | 40-49 | 50-65 | 65-85 | Понад 85 |
| -------- | ----------- | ----- | ----- | ----- | ----- | ----- | ----- | -------- |
| Чоловіки | 1044        | 479   | 323   | 595   | 723   | 712   | 514   | 41       |
| Жінки    | 952         | 426   | 296   | 630   | 724   | 718   | 565   | 112      |

## Суміжні округи
- Вічита — північ
- Клей — схід
- Джек — південний схід
- Янг — південь
- Бейлор — захід
- Вілбаргер — північний захід

## Виноски
1. ↑  U.S. Decennial Census. United States Census Bureau. Архів оригіналу за 26 квітня 2015. Процитовано 18 квітня 2015.
2. ↑  Texas Almanac: Population History of Counties from 1850–2010 (PDF). Texas Almanac. Архів оригіналу (PDF) за 26 лютого 2015. Процитовано 18 квітня 2015.
3. ↑  State & County QuickFacts. United States Census Bureau. Архів оригіналу за 6 липня 2011. Процитовано 8 грудня 2013. [Архівовано 2011-10-18 у Wayback Machine.](англ.) Наведено за англійською вікіпедією.
4. ↑  American FactFinder. Бюро перепису населення США. Архів оригіналу за 26 лютого 2012. Процитовано 31 січня 2008. [Архівовано 2008-05-21 у Wayback Machine.]

| США | Це незавершена стаття з географії США. Ви можете допомогти проєкту, виправивши або дописавши її. |